# Cup of China 2013
Cup of China 2013 – trzecie w kolejności zawody łyżwiarstwa figurowego w cyklu Grand Prix 2013/2014. Zawody odbywały się od 1 do 3 listopada 2013 roku w hali Capital Indoor Stadium w Pekinie.
Wśród solistów triumfował reprezentant gospodarzy Yan Han, natomiast w rywalizacji solistek wygrała Rosjanka Anna Pogoriła. W parach sportowych wygrali reprezentanci Niemiec Alona Sawczenko i Robin Szolkowy. W rywalizacji par tanecznych zwyciężyła para francuska Nathalie Péchalat i Fabian Bourzat.

## Wyniki

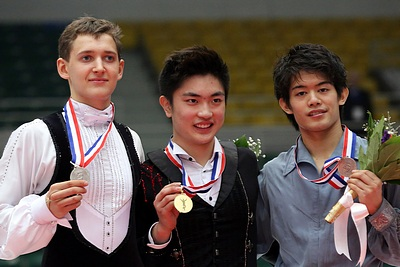
Medaliści w konkurencji solistów, od lewej Kowtun (RUS), Yan (CHN), Kozuka (JPN)

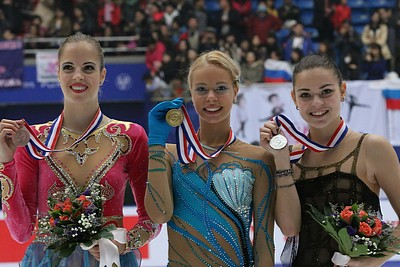
Medalistki w konkurencji solistek, od lewej Kostner (ITA), Pogoriła (RUS), Sotnikowa (RUS)

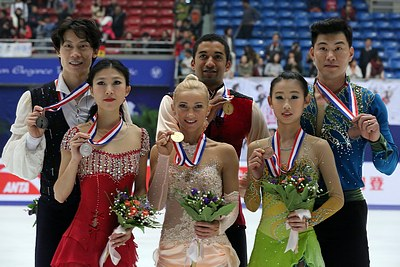
Medaliści w parach sportowych, od lewej Pang / Tong (CHN), Sawczenko / Szolkowy (GER), Peng / Zhang (CHN)

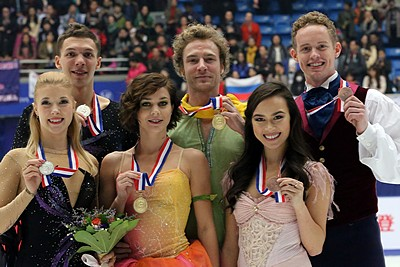
Medaliści w parach tanecznych, od lewej Bobrowa / Sołowjow (RUS), Péchalat / Bourzat (FRA), Chock / Bates (USA)

### Soliści
| Poz. | Zawodnik         | Nota łączna | SP    | SP | FS     | FS |
| ---- | ---------------- | ----------- | ----- | -- | ------ | -- |
| 1    | Yan Han          | 245,62      | 90,14 | 1  | 155,48 | 2  |
| 2    | Maksim Kowtun    | 238,65      | 81,84 | 2  | 156,81 | 1  |
| 3    | Takahiko Kozuka  | 226,92      | 81,62 | 3  | 145,30 | 5  |
| 4    | Dienis Tien      | 224,80      | 77,05 | 4  | 147,75 | 3  |
| 5    | Richard Dornbush | 218,57      | 72,58 | 6  | 145,99 | 4  |
| 6    | Florent Amodio   | 213,39      | 76,75 | 5  | 136,64 | 6  |
| 7    | Peter Liebers    | 200,80      | 69,34 | 7  | 131,46 | 7  |
| 8    | Song Nan         | 196,80      | 68,68 | 8  | 128,12 | 8  |
| 9    | Wang Yi          | 185,22      | 63,27 | 9  | 121,95 | 9  |

### Solistki
| Poz. | Zawodniczka       | Nota łączna | SP | SP    | FS | FS     |
| ---- | ----------------- | ----------- | -- | ----- | -- | ------ |
| 1    | Anna Pogoriła     | 178,62      | 3  | 60,24 | 1  | 118,38 |
| 2    | Adelina Sotnikowa | 174,70      | 1  | 66,03 | 3  | 108,67 |
| 3    | Carolina Kostner  | 173,40      | 2  | 62,75 | 2  | 110,65 |
| 4    | Kanako Murakami   | 165,95      | 4  | 57,33 | 4  | 108,62 |
| 5    | Nikol Goswijani   | 152,04      | 6  | 53,76 | 5  | 98,28  |
| 6    | Haruka Imai       | 150,30      | 5  | 54,79 | 6  | 95,51  |
| 7    | Agnes Zawadzki    | 147,64      | 7  | 53,73 | 8  | 93,91  |
| 8    | Zhang Kexin       | 144,88      | 9  | 53,32 | 9  | 91,56  |
| 9    | Guo Xiaowen       | 139,50      | 10 | 45,32 | 7  | 94,18  |
| 10   | Li Zijun          | 138,98      | 8  | 53,58 | 10 | 85,40  |

### Pary sportowe
| Poz. | Zawodnicy                                 | Nota łączna | SP | SP    | FS | FS     |
| ---- | ----------------------------------------- | ----------- | -- | ----- | -- | ------ |
| 1    | Alona Sawczenko / Robin Szolkowy          | 201,21      | 2  | 69,07 | 1  | 132,14 |
| 2    | Pang Qing / Tong Jian                     | 194,38      | 1  | 70,38 | 2  | 124,00 |
| 3    | Peng Cheng / Zhang Hao                    | 187,19      | 3  | 64,24 | 3  | 122,95 |
| 4    | Wang Xuehan / Wang Lei                    | 172,35      | 5  | 57,16 | 4  | 115,19 |
| 5    | Alexa Scimeca / Chris Knierim             | 161,72      | 4  | 57,99 | 6  | 103,73 |
| 6    | Felicia Zhang / Nathan Bartholomay        | 155,52      | 8  | 50,33 | 5  | 105,19 |
| 7    | Anastasija Martiuszewa / Aleksiej Rogonow | 147,19      | 6  | 53,02 | 7  | 94,17  |
| 8    | Darja Popowa / Bruno Massot               | 141,33      | 7  | 51,82 | 8  | 89,51  |

### Pary taneczne
| Poz. | Zawodnicy                              | Nota łączna | SD  | SD    | FD  | FD     |
| ---- | -------------------------------------- | ----------- | --- | ----- | --- | ------ |
| 1    | Nathalie Péchalat / Fabian Bourzat     | 165,68      | 2   | 63,60 | 1   | 102,08 |
| 2    | Jekatierina Bobrowa / Dmitrij Sołowjow | 163,42      | 1   | 65,70 | 2   | 97,72  |
| 3    | Madison Chock / Evan Bates             | 150,53      | 3   | 56,77 | 3   | 93,76  |
| 4    | Pernelle Carron / Lloyd Jones          | 134,12      | 5   | 50,20 | 4   | 83,92  |
| 5    | Alexandra Aldridge / Daniel Eaton      | 132,06      | 4   | 52,92 | 5   | 79,14  |
| 6    | Yu Xiaoyang / Wang Chen                | 106,18      | 7   | 41,24 | 6   | 64,94  |
| 7    | Zhang Yiyi / Wu Nan                    | 104,98      | 6   | 41,79 | 7   | 63,19  |
| WD   | Huang Xintong / Zheng Xun              | DNF         | DNF | DNF   | DNF | DNF    |